# Sarah McTernan
Sarah McTernan (Scarriff, 11 marzo 1994) è una cantante irlandese.
Ha rappresentato l'Irlanda all'Eurovision Song Contest 2019 con il brano 22, non riuscendo a qualificarsi per la serata finale.

## Biografia
Nata in un villaggio nella Contea di Clare, Sarah McTernan ha frequentato i corsi di tecnologia musicale presso l'Università di Limerick, dove ha anche studiato canto e danza. Il suo debutto nel mondo musicale è avvenuto a novembre 2014, con la sua audizione alla quarta edizione del talent show The Voice of Ireland. Ha ricevuto l'approvazione di tutti e quattro i giudici, e ha scelto di entrare nella squadra di Rachel Stevens. Nella finale del 26 aprile 2015 ha conquistato il podio, finendo terza.
L'8 marzo 2019 l'ente radiotelevisivo nazionale RTÉ ha confermato che Sarah McTernan era stata selezionata internamente per rappresentare l'l'Irlanda all'Eurovision Song Contest 2019 a Tel Aviv, in Israele. Il suo brano, intitolato 22, è stato pubblicato lo stesso giorno. A Tel Aviv si è esibita nella seconda semifinale del 16 maggio, ma non si è qualificata per la finale, piazzandosi ultima su 18 partecipanti con 16 punti totalizzati, di cui 3 dal televoto e 13 dalle giurie.

## Discografia

### Singoli
- 2016 – Eye of the Storm
- 2019 – 22
- 2020 – Loving You (con HalfTraxx)
- 2021 – Close My Eyes
- 2021 – Heavy on My Heart